# 藤岡謙治
藤岡 謙治（ふじおか けんじ、1964年 - ）はコナミデジタルエンタテインメントのゲームクリエイター、グラフィッカー。大阪府出身。

## 経歴
当初はファンシーグッズを作る会社に勤めていたが、非常に安月給だったためこのままじゃいけないと思い立ち退職。その後アルバイトとしてコナミで働くようになる。最初に携わった作品は『悪魔城すぺしゃる ぼくドラキュラくん』で敵キャラクターのグラフィックなどを担当した。2年ほど経った頃から正式に社員として採用され数本のゲームに関わったのちに『実況パワフルプロ野球』シリーズの立ち上げに参加することになった。パワプロシリーズでは主にグラフィックを担当し、作中でプレイヤーが操作する『パワプロくん』のデザインを行ったこともありパワプロくんの生みの親とされる。『実況パワフルプロ野球5』の開発終了後、当時のチームリーダーであった赤田勲に「ゲームボーイでやらせてほしい」と頼み、パワプロチームを抜け西川直樹らとともに『パワプロクンポケットシリーズ』を立ち上げた。パワポケシリーズではグラフィックとディレクターを務め、『パワプロクンポケット4』からはプロデューサーも兼任する。『実況パワフルプロ野球2010』からはパワプロプロダクション統括プロデューサーに就任し、『実況パワフルプロ野球2011』まで務めた。この間は統括プロデューサーとして『プロ野球スピリッツ』シリーズなどにもクレジットされている。
現在はコナミデジタルエンタテインメントを退社し、ドリル株式会社に所属。

## 人物
好きなゲームに『テトリス』と『ファミコンウォーズ』を挙げている。

## 主な作品
- 悪魔城すぺしゃる ぼくドラキュラくん
- 実況パワフルプロ野球シリーズ（'94 - 5、2010 - 2011）
- パワプロクンポケットシリーズ(1 - 14)
- パワポケ甲子園 - プロデューサー
- あつまれ!パワプロクンのDS甲子園 - プロデューサー
- 実況パワフルプロ野球ポータブル3（西川直樹と竹ノ子高校編のイベント制作を手伝う）
- パワプロ サクセス・レジェンズ - プロデューサー
- 熱闘!パワフル甲子園 - プロデューサー